# Kuorinkiselkä
Kuorinkiselkä är en vik i Finland. Den är en del av sjön Yli-Kitka och ligger i Posio i landskapet Lappland, i den nordöstra delen av landet, 700 km norr om huvudstaden Helsingfors.